# Xie Yufen
Xie Yufen (Hunan, China, 24 de noviembre de 1998) es una gimnasta artística china, subcampeona del mundo con su país en el concurso por equipos, en el mundial de Nanning 2014.

## Carrera deportiva
En el Mundial de Nanning 2014 gana la medalla de plata en el concurso por equipos; las otras seis componentes del equipo chino fueron: Yao Jinnan, Huang Huidan, Chen Siyi, Bai Yawen, Shang Chunsong y Tan Jiaxin. La medalla de oro la ganó el equipo estadounidense.